# Желєзнодорожний (Подольський міський округ)
Желєзнодоро́жний (рос. Железнодорожный) — селище у складі Подольського міського округу Московської області, Росія.
2006 року до складу селища включено селище Центральної Усадьби совхоза «Подольський» (населення 2998 осіб станом на 2002 рік, з них 95 % росіяни).

## Населення
Населення — 1378 осіб (2010; 89 у 2002).
Національний склад (станом на 2002 рік):
- росіяни — 93 %